# Boosey & Hawkes
La Boosey & Hawkes è una casa editrice britannica fondata nel 1930 da Leslie Boosey e Ralph Hawkes a Londra. È la più grande casa editrice specializzata in musica classica e fino al 2003 una delle maggiori produttrici di ottoni, archi e legni musicali.
Formatasi nel 1930 dalla fusione di due imprese britanniche musicali, la società possiede i diritti d'autore dei più importanti musicisti del XX secolo, tra cui le opere di Bartók, Leonard Bernstein, Britten, Aaron Copland, Zoltán Kodály, Sergej Sergeevič Prokof'ev, Igor Stravinskij e Richard Strauss. Tuttora è attiva nel pubblicare gli spartiti dei compositori contemporanei di maggiore spicco tra cui Steve Reich, John Adams, James MacMillan, Elliott Carter, Harrison Birtwistle, Osvaldo Golijov, Anna Clyne, e Louis Andriessen.
Con filiali in Germania, nel Regno Unito e negli Stati Uniti, l'azienda vende anche spartiti e consente la trasmissione e l'esecuzione delle proprie pubblicazioni attraverso la radio, la televisione e altri media.

## Storia

### Prima della fusione delle compagnie Boosey e Hawkes
La Boosey & Hawkes è stata fondata nel 1930 in seguito alla fusione di due società musicali allora molto conosciute, la Boosey & Company e la Hawkes & Son.
- Storia della Boosey: la famiglia Boosey era di origine francofiamminga[3]. La Boosey & Company affonda le sue radici in una libreria di Londra a Old Bond Street[4][5] fondata da Thomas Boosey nel 1792 circa[3][6]. Dal 1819 la libreria fu chiamata Boosey & Sons o T. & T. Boosey.
Il figlio di Thomas Boosey, chiamato Thomas jr. (1794/95-1871), fondò una filiale della società nota come T. Boosey & Co. che nella seconda metà del XX secolo prese il nome di Boosey & Company. Inizialmente questa filiale importava solo musica straniera, ma ben presto iniziò a pubblicare in Inghilterra le opere di compositori come Johann Nepomuk Hummel, Saverio Mercadante, Gioachino Rossini, Bellini, Donizetti e Giuseppe Verdi, e successivamente anche di Elgar e Ralph Vaughan Williams[7]. Allo stesso tempo la società si occupava anche di produzione di libri e una delle prime pubblicazioni di notevole interesse fu la traduzione in inglese del libro di Johann Nikolaus Forkel, Vita di JS Bach (1820)[8].

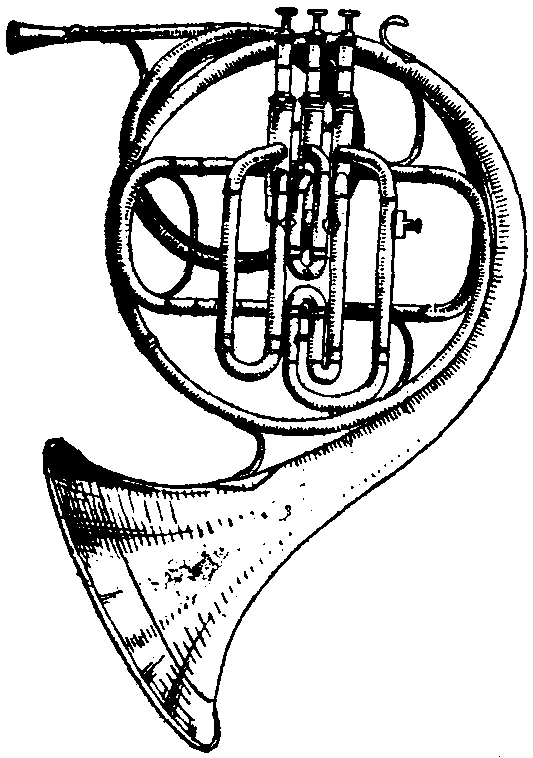
1911 - Progetto di un corno francese realizzato dalla Boosey & Co.

La società fu gravemente danneggiata dalla sentenza emessa dalla Camera dei Lord durante il processo Boosey v Jeffreys (1854) a proposito del copyright, cosicché fu privata della possibilità di pubblicare molti dei diritti d'autore stranieri che deteneva da sempre.
La Boosey & Company nel 1851 si specializzò anche nella fabbricazione di strumenti a fiato, e collaborò nel 1856 con il flautista R.S.Pratten (1846-1936) per sviluppare nuovi modelli di flauto. In seguito la società iniziò a produrre anche strumenti a corda.
La società sfruttò la crescente popolarità che stava acquisendo il genere della ballata. Per promuovere le vendite, John Boosey (c.1832-1893), figlio di Thomas jr., creò la London Ballad Concerts nel 1867 presso la Sala di San Giacomo e poi nella Regina Hall quando fu inaugurata nel 1893. Clara Butt e John Sims Reeves suonarono in questi concerti, e opere di grande successo furono "The Lost Chord" di Arthur Sullivan (1877) e The Holy City di Stephen Adams. In seguito la società iniziò a dare molta importanza al genere della musica educativa a partire dalla fine del XX secolo.
Nel 1874 la Boosey & Company si spostò negli uffici di Regent Street al n.295, in cui l'azienda sarebbe rimasta per i prossimi 131 anni. Nel 1892 aprì un ufficio a New York tuttora esistente. La ditta al momento della fusione con la Hawkes era gestita da Leslie Boosey (1887-1979).
- Storia della Hawkes: La Hawkes & Son (che più tardi assunse il nome di Rivière & Hawkes)[3], una rivale commerciale della Boosey & Company, era stata fondata nel 1865 da William Henry Hawkes e si occupava soprattutto di pubblicare spartiti musicali e di produrre pezzi di ricambio e strumenti musicali. Nel 1925 Hawkes acquistò una fabbrica di strumenti a Edgware, a nord di Londra[7]. L'impresa, che si distinse in particolar modo per la produzione di ottoni e strumentazione per bande militari[3], fu ereditata infine da Ralph Hawkes (1898-1950).

### Dopo la fusione
Leslie Boosey e Hawkes Ralph si incontrarono nel 1920 quando erano entrambi nel consiglio della Performing Right Society e iniziarono a valutare l'opportunità di entrare in affari insieme. Solo nel 1930 i due trovarono un accordo e unirono le loro società per fondare la Boosey & Hawkes. La sede della Hawkes & Son si spostò dalla sede originaria in Denman Street in quella della Boosey di Regent Street n.295.

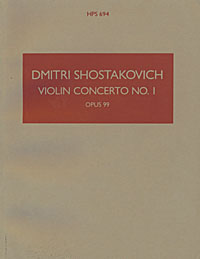
1957 - La copertina del Concerto per violino N.1, Opus 99 di Dmitri Shostakovich Hawkes Pocket Scores; 694

Nel 1938 la società riuscì a ingaggiare i compositori Béla Bartók e Zoltán Kodály, cogliendo un'occasione favorevole causata dal nascente Anschluss nazista che costrinse la Universal Edition a licenziare, oltre ai due compositori, tutto lo staff ebraico che venne invece accolto dalla Boosey & Hawkes. Uno di questi dipendenti, Ernst Roth, facilitò l'ingaggio di Richard Strauss e di Igor Stravinskij, e fu di grande aiuto per la produzione dello “Vier letzte Lieder” (Four Last Songs) di Richard Strauss (1948, prima esecuzione 1950) e di The Rake's Progress di Stravinskij (prima rappresentazione 1951). Altre due personalità importanti provenienti da Vienna furono Erwin Stein, l'allievo di Arnold Schönberg che occupò un ruolo editoriale all'interno della società e il compositore Leopold Spinner, a sua volta allievo di Anton Webern e redattore.
Stein è stato determinante nella fondazione della rivista di musica moderna Tempo risalente al 1939, che se inizialmente era pubblicata col marchio della Boosey & Hawkes, successivamente sarebbe divenuta una rivista indipendente.
Durante la Seconda Guerra Mondiale scoppiata nel 1939, firmarono per la Boosey & Hawkes Benjamin Britten e Aaron Copland. Ralph Hawkes fu tra i primi a sostenere Britten quando era ancora relativamente sconosciuto, spesso andando contro al resto del consiglio di amministrazione, fino a quando non raggiunse il successo di pubblica e critica il 7 giugno del 1945 alla prima del Peter Grimes.

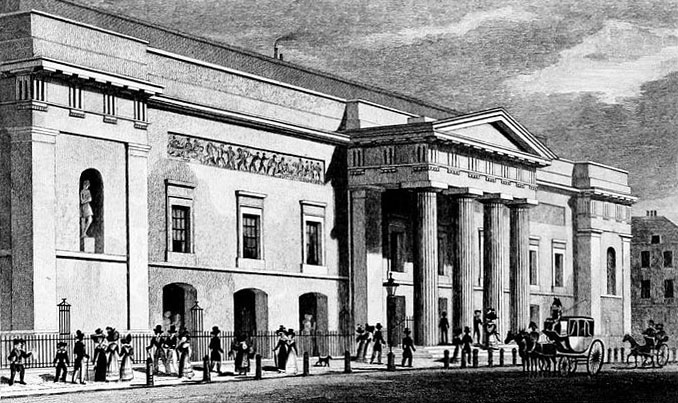
1828 - Esterno del Royal Theatre, Drury Lane

Le entrate derivate dalla vendita degli spartiti aumentarono durante la guerra, consentendo alla Boosey & Hawkes di comprare le Éditions Russes de Musique che possedevano i diritti delle più importanti opere di Prokof'ev, di Rachmaninoff e di Stravinskij. La società inoltre acquistò la locazione della Royal Opera House di Londra nel 1944, salvandola dal rischio di diventare una sala da ballo permanente.
Alla metà del secolo la Boosey & Hawkes era considerata ormai come una delle più importanti società di musica moderna al mondo con la possibilità di disporre di una ampio catalogo di importanti compositori e con uffici a Bonn, Johannesburg, New York, Parigi, Toronto e Sydney. 
Tuttavia sul finire degli anni '40, iniziarono a incrinarsi i rapporti tra i due soci fondatori, Leslie Boosey e Ralph Hawkes, creando all'interno della società due vere e proprie fazioni che parteggiavano o per l'uno o per l'altro. Si scoprì che Hawkes aveva preso in prestito un capitale di £ 100.000 durante la guerra, senza il permesso delle autorità di controllo dei cambi, e Boosey è stato costretto a chiarire la situazione con grande costo personale. Hawkes segretamente voleva comprare il lato commerciale dell'editoria musicale e gestirlo da New York, lasciando a Boosey il compito di rimanere a Londra per occuparsi della vendita degli strumenti musicali, attività che Hawkes trovava noiosa. Tuttavia, morì improvvisamente l'8 settembre 1950 e fu il fratello Geoffrey Hawkes a prendere il suo posto divenendo anche il portavoce della fazione societaria che sosteneva Ralph. Leslie Boosey acconsentì alla sua elezione a presidente, ma Geoffrey non si mostrò all'altezza del fratello: sperperò gran parte del denaro della società per iniziative che si dimostrarono fallimentari, come la produzione di organi a bocca e forni e vendette inoltre molte delle azioni della società per finanziare il suo libertinaggio. Nel giro di due anni dall'elezione a presidente di Geoffrey, la società si ritrovò sull'orlo del fallimento. Nel 1961 Geoffrey Hawkes morì di leucemia.

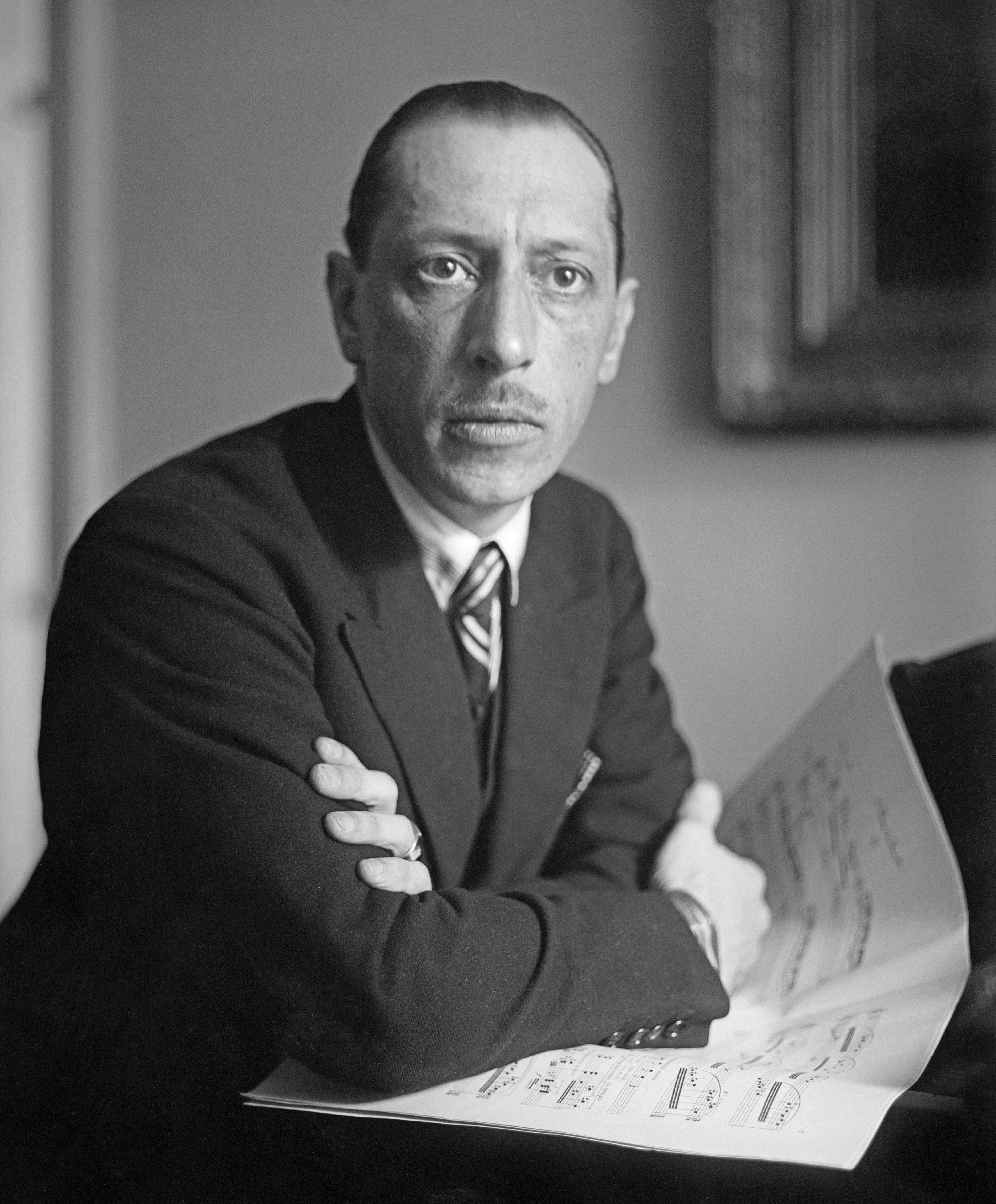
Igor' Fëdorovič Stravinskij uno dei compositori ingaggiati dalla Boosey & Hawkes

Nel corso di questi anni difficili, Boosey è stato sostenuto dal suo amministratore delegato di fiducia, Ernst Roth. Tuttavia, Roth in seguito considerò la famiglia Boosey come inefficace e provinciale. Nei primi anni 1960, Roth costrinse i figli di Boosey Anthony e Simon ad uscire dalla società, e impedì perfino al figlio più giovane, Nigel, di affiliarsi, presumibilmente per volere di Benjamin Britten. Roth e Boosey ebbero anche divergenze su quanto Britten dovesse avere influenza nella società. Roth considerava Britten come un musicista di talento locale, piuttosto che un vero genio come invece erano i suoi amici Strauss e Stravinskij. Boosey invece si rendeva conto di quanto fosse prezioso avere Britten all'interno della società, e accolse la richiesta di Britten di dividere l'azienda in due filoni: fabbricazione di strumenti ed editoria. Tuttavia, Britten umiliò Boosey impedendogli di presiedere il consiglio dell'editoria musicale che Boosey aveva creato proprio su richiesta di Britten.
Nel 1963, Britten riuscì a ottenere che la Boosey & Hawkes ingaggiasse Donald Mitchell per trovare nuovi e giovani compositori per la società. Irritato dall'influenza che Britten aveva su Boosey, Roth licenziò Mitchell entro un anno. In seguito Mitchell avrebbe fondato la Faber Music grazie alla Faber and Faber, con l'assistenza di Britten e con la benedizione di T.S. Eliot.
Boosey si ritirò dalla società nel 1964. Morì senza neanche un necrologio nel 1979. Sebbene fosse stata premiato con la Légion d'honneur in Francia, i suoi successi erano per lo più non riconosciuti nel Regno Unito. Tuttavia, un gran numero di compositori continua a beneficiare del suo lavoro pionieristico nel campo dei diritti e ogni due anni la Royal Philharmonic Society e la Performing Right Society onorano le persone che hanno dato un contributo eccezionale alla promozione della musica contemporanea in Gran Bretagna con il Leslie Boosey Award. Il premio viene assegnato a coloro che lavorano "dietro le quinte", come amministratori, emittenti, pedagogisti , programmatori, editori e rappresentanti l'industria discografica.
Dalla metà degli anni '70 la divisione aziendale che si occupava della fabbricazione gli strumenti musicali si ridusse notevolmente fino al 2001, anno della chiusura dello stabilimento di Edgware in cui gli unici strumenti che venivano ancora prodotti erano gli ottoni. La produzione si trasferì a Watford nello Hertfordshire, e gli strumenti furono marcati Besson.
Servirono quasi 20 anni alla Boosey & Hawkes a riconquistare la posizione di leader che ha oggi nel panorama musicale internazionale. Si sostiene che oggi sia il più grande editore di musica classica al mondo.

### La società oggi
Nel 2001, la Boosey & Hawkes è stata messa in vendita dopo che sono state scoperte alcune irregolarità legate alla contabilità nella ditta di Chicago addetta alla distribuzione degli strumenti. Il valore delle vendite è stato declassato, quello delle azioni è crollato e la società è stata vicina al fallimento. Nel 2003 la HgCapital ha acquistato la società per 40 milioni.
L'11 febbraio del 2003 la Boosey & Hawkes ha venduto per 33.2 £ al The Music Group la divisione dedita alla fabbricazione degli strumenti musicali comprendente il clarinetto realizzato dalla Buffet Crampon e la chitarra della Höfner. Un archivio degli strumenti musicali fabbricati e raccolti dalla società nel corso della sua storia è passato al museo Horniman a Forest Hill nel South London.

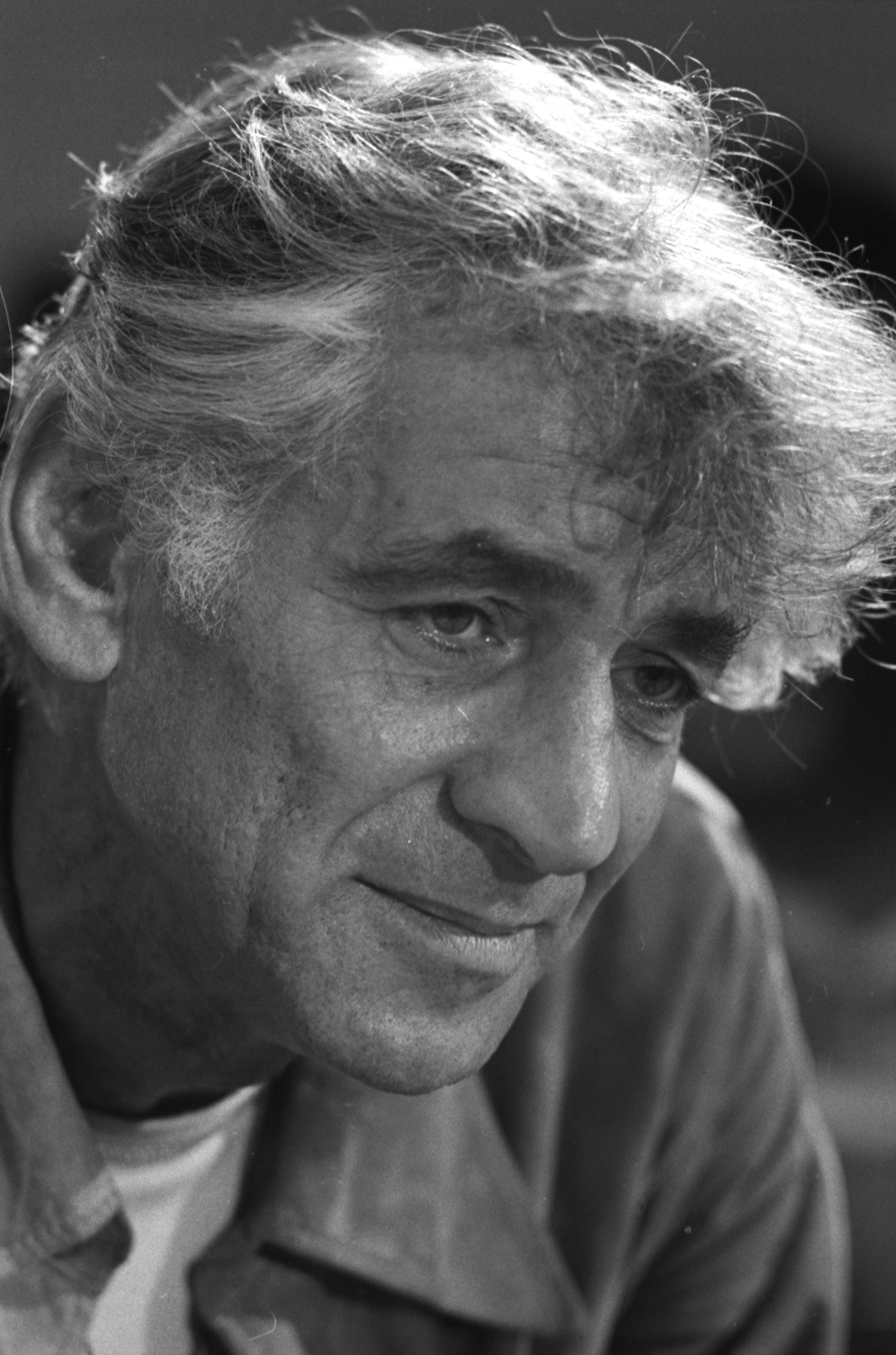
Leonard Bernstein (1918–1990) le cui composizioni sono state pubblicate dalla Boosey & Hawkes.

Nel settembre del 2005 la società è stata nuovamente messa in vendita dalla HgCapital per una cifra tra i 60£ e 80£ milioni. Uno degli acquirenti interessati era la Elevation Partners, una società private equity che annover il cantante degli U2, Bono, come socio e amministratore delegato. Nonostante l'offerta si aggirasse intorno ai 115.000.000 £, la vendita fu annullata nel novembre del 2005. Nell'aprile del 2008, la Boosey & Hawkes fu acquistata dal Imagem Music Group.
Oggi, in parte grazie alla perspicacia e all'acume di Ralph Hawkes, l'azienda possiede i diritti d'autore di molti dei più importanti compositori della musica del XX secolo, tra cui le opere di Bartók, di Leonard Bernstein, di Benjamin Britten (in particolare tutta la sua produzione tra il 1938 e il 1963), di Copland, di Kodály, di Prokof'ev, di Rachmaninoff, di Richard Strauss e di Stravinskij. Pubblica anche molti compositori contemporanei di spicco, come John Adams, Louis Andriessen, Harrison Birtwistle, Unsuk Chin, Michael Daugherty, Peter Maxwell Davies, Henryk Górecki, Heinz Karl Gruber, Robin Holloway, Magnus Lindberg, James MacMillan, Olga Neuwirth, Kurt Schwertsik e Mark-Anthony Turnage. La filiale di New York ha inoltre sviluppato un proprio catalogo mettendo in evidenza le opere di compositori americani, tra cui Elliott Carter, David Del Tredici, Walter Piston, Ned Rorem e Steve Reich.
Gli uffici della società che dal 1874 si trovavano a Regent Street insieme, a partire dal 1930, al negozio di musica, sono stati trasferiti alla Aldwych House. Il Boosey & Hawkes Music Shop afferma di avere la più vasta selezione di musica stampata da tutti gli editori, e gestisce un servizio di vendita per corrispondenza in tutto il mondo.
Il gruppo Boosey & Hawkes ha quattro filiali: le società in Germania (Bote & Bock GmbH & Co. KG e Anton J. Benjamin GmbH), nel Regno Unito (Boosey & Hawkes Music Publishers Ltd.) e negli USA (Boosey & Hawkes, Inc.). In Nord America, il catalogo di vendita della Boosey & Hawkes è distribuito dalla Hal Leonard Corporation.
La Boosey & Hawkes ha lanciato il suo servizio Online Scores nel 2011, permettendo ai clienti di visualizzare le partiture delle opere nel suo catalogo.

### Articoli
- (EN) C.G. Mortimer, Leading Music Publishers : Boosey & Hawkes Ltd., in Musical Opinion, vol. 62, Luton, Bedfordshire, Musical Opinion Ltd., 1938–1939,  pp. 181-190, ISSN 0027-4623 (WC · ACNP), 02.
- (EN) The Music Publisher of Tradition : The Booseys : Thomas and John; The Hawkes : William Henry and Oliver, in Musical Opinion, vol. 65, Luton, Bedfordshire, Musical Opinion Ltd., 1941–1942,  p. 68, ISSN 0027-4623 (WC · ACNP), 02.
- (EN) Boosey & Hawkes Settle with Disney (XML)[collegamento interrotto], The Daily Telegraph, 21 marzo 2001.
- (EN) Philip Aldrick, Boosey in Talks with Lenders after Account Irregularities (XML)[collegamento interrotto], The Daily Telegraph, 1º maggio 2001.
- (EN) Mary Fagan, Boosey & Hawkes Faces £50m Bid (XML)[collegamento interrotto], The Daily Telegraph, 6 ottobre 2001.
- (EN) Philip Aldrick, Steinway Quits Boosey Auction (XML)[collegamento interrotto], The Daily Telegraph, 12 febbraio 2002.
- (EN) Gary Parkinson, Equity Groups Make a Play for Boosey (XML)[collegamento interrotto], The Daily Telegraph, 25 febbraio 2002.
- (EN) Alistair Osborne, Boosey & Hawkes in Sale Talks (XML)[collegamento interrotto], The Daily Telegraph, 30 aprile 2002.
- (EN) Adam Jay, Boosey Stands Firm on EMI Deal (XML)[collegamento interrotto], The Daily Telegraph, 27 maggio 2003.
- (EN) Adam Jay, Final Notes Sound in Boosey Sale Opera (XML)[collegamento interrotto], The Daily Telegraph, 9 settembre 2003.
- (EN) Adam Jay, Fresh Bidder Chimes in on Boosey Sale (XML)[collegamento interrotto], The Daily Telegraph, 10 settembre 2003.
- (EN) Annie Lawson, Boosey Trumpets £40m Buyout, The Guardian, 10 settembre 2003.
- (EN) Alistair Osborne, Boosey Prepared for Trio of Suitors (XML)[collegamento interrotto], The Daily Telegraph, 17 settembre 2003.
- (EN) Alistair Osborne, Hg Offer Tops Boosey Buyout (XML)[collegamento interrotto], The Daily Telegraph, 4 ottobre 2003.
- (EN) Dan Milmo, La Donna e mobile? Key in a Classic Ringtone, The Guardian, 23 novembre 2004.
- (EN) Nic Hopkins, Clamour of Interest in £130m Sale of Boosey, London, The Times, 20 settembre 2005.

### Libri
- William Boosey, Fifty Years of Music, London, Ernest Benn, 1931.
- Helen Wallace, Boosey & Hawkes : The Publishing Story, London, Boosey & Hawkes Music Publishers Ltd, 2007, ISBN 0-85162-514-2.